# Caffropyrrhyllis
Caffropyrrhyllis är ett släkte av insekter. Caffropyrrhyllis ingår i familjen vedstritar.
Kladogram enligt Catalogue of Life:
| Caffropyrrhyllis | \| \| Caffropyrrhyllis bicuspidata \| \| \| \| \| \| Caffropyrrhyllis fuscoclypeata \| \| \| \| |
|                  | \| \| Caffropyrrhyllis bicuspidata \| \| \| \| \| \| Caffropyrrhyllis fuscoclypeata \| \| \| \| |
|                  | Caffropyrrhyllis bicuspidata                                                                    |
|                  |                                                                                                 |
|                  | Caffropyrrhyllis fuscoclypeata                                                                  |
|                  |                                                                                                 |